# Ендикот (Њујорк)
Ендикот (енгл. Endicott) град је у америчкој савезној држави Њујорк.

## Демографија
По попису из 2010. године број становника је 13.392, што је 354 (2,7%) становника више него 2000. године.
| Група             | 2000.          | 2010.          |
| Белци             | 11.853 (90,9%) | 11.300 (84,4%) |
| Афроамериканци    | 489 (3,8%)     | 932 (7,0%)     |
| Азијати           | 255 (2,0%)     | 235 (1,8%)     |
| Хиспаноамериканци | 218 (1,7%)     | 594 (4,4%)     |
| Укупно            | 13.038         | 13.392         |